# Saint-Étienne-de-Cuines
Saint-Étienne-de-Cuines este o comună în departamentul Savoie din sud-estul Franței. În 2009 avea o populație de 1.202 de locuitori.

## Evoluția populației
| An        | 1975  | 1982  | 1990  | 1999  | 2006  | 2009  |
| --------- | ----- | ----- | ----- | ----- | ----- | ----- |
| Populație | 1.080 | 1.183 | 1.183 | 1.208 | 1.196 | 1.202 |